# Sœurs bénédictines de Béthanie
Les Sœurs Bénédictines de Béthanie (EBSB) (en anglais : Benedictine Sisters of Bethany) sont un ordre religieux pour femmes au sein de l'Église anglicane du Cameroun, en Afrique de l'Ouest. Sa maison-mère (couvent principal) se trouve à Bamenda. Son principal travail consiste à s'occuper des orphelins de la rue.

## Histoire
L'histoire de la communauté commence avec l'Emmanuel Sisterhood, un ordre de religieuses de l'Église presbytérienne camerounaise. L'une des sœurs de cet ordre, Sœur Jane Mankaa, qui a rejoint la communauté à l'âge de 16 ans, a ressenti un fort appel quelques années plus tard à se convertir à la Communion anglicane et à commencer un nouveau travail avec les enfants des rues sans abri, ce qu'elle a fait, mais avec la permission de l'évêque du Cameroun, elle a continué à vivre sous les vœux et a adopté la règle bénédictine. Après avoir étudié la gestion d'un couvent aux États-Unis pendant un an et vécu avec la communauté épiscopale de Saint-Jean-Baptiste à Mendham, dans le New Jersey, Sœur Jane est retournée au Cameroun. Les femmes se sont rassemblées autour d'elle pour apprendre d'elle et les Sœurs Bénédictines de Béthanie sont nées. L'ordre est devenu la première communauté religieuse anglicane du Cameroun. La communauté s'appelle les "Bénédictines de Béthanie" (BSB), mais les sœurs utilisent les initiales post-nominales EBSB, dans lesquelles le "E" est une référence à "Emmanuel", la fraternité dans laquelle Sœur Jane a prononcé ses premiers vœux.
A Bamenda, un couvent et un dortoir avec chapelle et réfectoire ont été construits. L'école maternelle Redeemer fonctionne dans l'enceinte. Le dispensaire Roberto Rovere est en construction sur le site pour répondre aux besoins des enfants et des villageois de la région. Des plans sont actuellement en cours pour la construction de l'académie anglicane Good Shepherd, un collège/lycée mixte pour 600 élèves à Bafut, au Cameroun, ainsi qu'un foyer et un hospice pour les enfants atteints du SIDA.

## Le foyer du Bon Pasteur, Bamenda
Sœur Jane a ressenti un fort appel à s'occuper des nombreux enfants sans abri du Cameroun, dont certains étaient orphelins (souvent parce que leurs parents étaient morts du SIDA), tandis que d'autres étaient simplement plus que ce que leurs parents (avec des familles trop nombreuses) pouvaient prendre en charge. Le Foyer du Bon Pasteur de Bamenda, au Cameroun, accueille aujourd'hui 100 enfants qui seraient autrement sans abri. Ils bénéficient d'une vie familiale aimante, de nourriture, d'un abri et d'une protection contre la vie parfois violente de la ville. Aujourd'hui, le Foyer dispose de quatre projets autosuffisants - un élevage de poulets, un élevage de porcs, une boulangerie et trois exploitations maraîchères. En outre, le Foyer du Bon Pasteur dépend des dons de nourriture de la population locale et des dons d'argent des supporters étrangers.

## Sécurité
À la suite d'une série de vols et d'attaques qui ont culminé avec un raid de voleurs armés qui ont menacé de tuer les sœurs, un système de sécurité a été installé pour alerter le voisinage local en cas d'attaque du couvent.

## Batibo
En 2010, la communauté a ouvert un deuxième couvent et orphelinat à Batibo, au Cameroun, pour les orphelins ayant des besoins spéciaux, élargissant ainsi la portée et les soins fournis. Les Sœurs de Béthanie s'occupent maintenant d'environ 150 enfants orphelins à travers les deux sites, ainsi que de nombreux autres qui sont nourris ou soutenus par des soins médicaux. Une deuxième boulangerie et un magasin sont les deux projets autosuffisants du foyer de Batibo.